# Mario Spengler
Pour les articles homonymes, voir Spengler.
Mario Spengler, né le 22 août 1997, à Schaffhouse, est un coureur cycliste suisse.

## Biographie
Mario Spengler commence le cyclisme à l'âge de sept ans. Il participe à ses premières courses à onze ans. Son grand frère Lukas pratique également ce sport en compétition.
En 2013, il termine quatrième du contre-la-montre au Festival olympique de la jeunesse européenne, à Utrecht. L'année suivante, il se classe deuxième de la course en ligne et du contre-la-montre aux championnats de Suisse juniors (moins de 19 ans). Il représente également son pays lors des championnats d'Europe juniors de Nyon, où il se classe quatorzième du contre-la-montre. 
En 2015, il finit deuxième des Trois Jours d'Axel et treizième du championnat d'Europe sur route juniors. Il intègre ensuite la réserve de l'équipe WorldTour BMC Racing en 2016. Au mois de novembre, il est sélectionné en équipe suisse pour disputer les championnats du monde espoirs de Doha. Lors de l'année 2017, il obtient diverses places d'honneur en Belgique chez les amateurs. Il termine par ailleurs septième du prologue de l'Olympia's Tour, avant de se mettre au service de ses leaders Pascal Eenkhoorn et Pavel Sivakov.
En 2018, il rejoint l'équipe continentale luxembourgeoise Leopard. Sous ses nouvelles couleurs, il termine sixième du championnat de Suisse sur route espoirs et dixième du Grand Prix de Lillers-Souvenir Bruno Comini. En 2020, il s'engage avec la formation allemande Lotto-Kern-Haus. Dans une saison perturbée par la pandémie de Covid-19, il obtient son meilleur résultat au mois de mars avec une huitième place sur le Dorpenomloop Rucphen.
Il met finalement un terme à sa carrière cycliste à l'issue de la saison 2021. 

## Palmarès
- 2012
  - 3e du Prix des Vins Henri Valloton débutants
- 2013
  - 2e du Prix des Vins Henri Valloton débutants
- 2014
  - 2e du championnat de Suisse du contre-la-montre juniors
  - 2e du championnat de Suisse sur route juniors
  - 3e du Prix des Vins Henri Valloton juniors
- 2015
  - 2e des Trois Jours d'Axel
  - 3e de l'Enfer du Chablais juniors
  - 3e du championnat de Suisse de l'omnium juniors
- 2016
  - Grand Prix Oberes Fricktal[5]

## Classements mondiaux
| Année           | 2018   |
| --------------- | ------ |
| UCI Europe Tour | 1 382e |